# Heinrich August Meißner

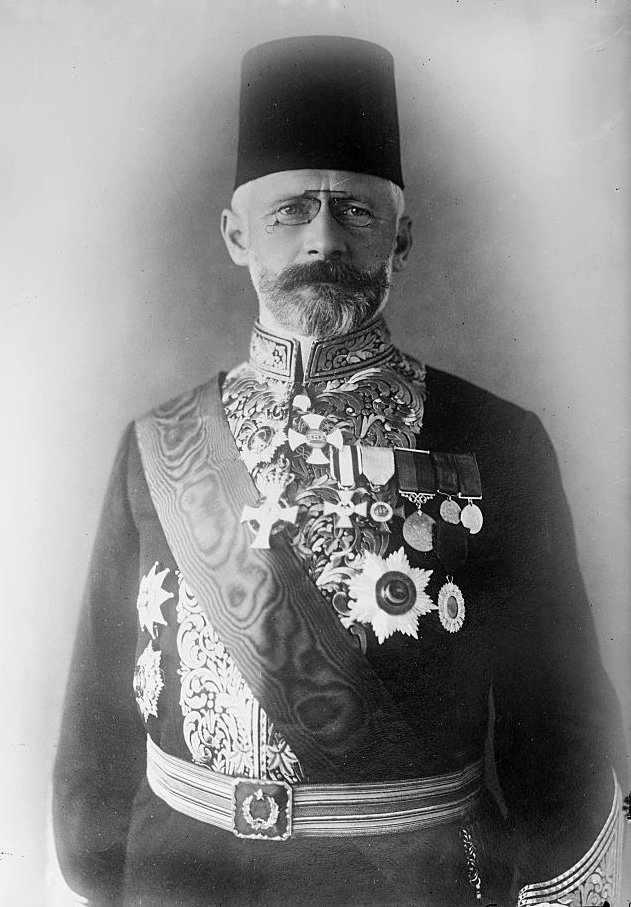
Heinrich August Meißner als Pascha

Heinrich August Meißner (* 3. Januar 1862 in Leipzig; † 14. Januar 1940 in Istanbul) war ein deutscher Ingenieur und Eisenbahnbauer und ab 1904 osmanischer Pascha.

## Leben
Meißner war der Sohn des promovierten Leipziger Rechtsanwalts und Notars Heinrich August Meißner und seiner Ehefrau Eulalia geborene Tridon. Der Vater starb kurz nach der Geburt des Sohnes, und die Mutter zog mit diesem nach Dresden. Hier besuchte er das Annenrealgymnasium. Nach einem kurzen Militärdienst beim Königlich-Sächsischen Schützenregiment „Prinz Georg“ studierte er von 1881 bis 1885 an der Technischen Hochschule Dresden Bauingenieurwesen mit der Spezialisierung Eisenbahnbau, sowie Erd-, Tunnel- und Wasserbau.
Sein Berufswunsch war der praktische Eisenbahnbau. Da dieser im Osmanischen Reich florierte, war dies bald sein erklärtes Ziel. Er erlernte bereits während des Studiums die türkische Amtssprache, und ein Onkel mütterlicherseits, Victor Tridon, der Sohn der Malerin Caroline Franziska Sattler, der als Ingenieur in Istanbul arbeitete, erleichterte ihm den Einstieg. Nach einem kurzen Aufenthalt als Assistent am Lehrstuhl für Eisenbahnbau des Polytechnikums in Prag 1886, siedelte er 1887 in die Türkei über und wurde bei der staatlichen osmanischen Eisenbahn angestellt.
Hier leitete er in den nächsten Jahren den Bau verschiedener Strecken des Landes. 1896 wurde er zum wissenschaftlichen Leiter für den Eisenbahnbau ernannt. Als Ende der 1890er Jahre die Planung der Hedschasbahn, der Pilgerbahn Richtung Mekka begann, wurde Meißner mit der Leitung des Vorhabens betraut, die er bis 1908 innehatte. 1904 wurde er mit dem Titel Pascha ausgezeichnet.
1910 wechselte Meißner zur Anatolischen Bahnbaugesellschaft, die den Bau der Bagdadbahn betrieb. Hier leitete er ab 1912 den Bau der Bahn ab Bagdad nach Norden. Eine der wichtigsten Firmen beim Bau war die  Philipp Holzmann AG. Aber auch andere deutsche Firmen band Meißner bei seinen Projekten ein. Die Schienen lieferte die Friedrich Krupp AG, und die Lokomotiven stammten von Borsig, Hanomag, Henschel, Maffei und Richard Hartmann in Chemnitz.
Während des Ersten Weltkrieges baute er unter dem Oberkommandierenden der 4. Osmanischen Armee eine Eisenbahnlinie von Syrien in Richtung Ägypten für den geplanten türkischen Vorstoß gegen das britische Protektorat. Dabei wurden 365 km Eisenbahnstrecke fertiggestellt.
1918 musste Meißner die Türkei verlassen und ging für wenige Jahre nach Deutschland zurück. 1923 war er Berater des albanischen Bauministeriums in Tirana. Im Jahre 1924 jedoch rief ihn die türkische Regierung als „Berater für Bau- und Bahnunterhaltung“ in die Türkei zurück. Er widmete sich dem Wiederaufbau der teilweise zerstörten Bahnlinien. Die Bagdadbahn wurde weitergebaut. Nach seiner Pensionierung als Eisenbahnbauer erhielt er an der Technischen Hochschule Istanbul einen Lehrstuhl für Eisenbahnbau. Die endgültige Fertigstellung der Bagdadbahn konnte er nicht mehr erleben, er starb etwa ein halbes Jahr zuvor, bevor der erste Zug die gesamte Strecke von Istanbul nach Bagdad befuhr. Sein Grab befindet sich auf dem protestantischen Friedhof in Feriköy (Istanbul).
Meißner war verheiratet mit Lucy Tinghir (1868–1945).

## Eisenbahnprojekte
Heinrich August Meißner hatte in den angegebenen Jahren führende Positionen beim Bau folgender Eisenbahnstrecken
- İzmit–Ankara der Anatolischen Eisenbahn, 1888–1892
- Saloniki–Monastir, 1892–1894
- Saloniki-Dedeagatsch, 1894–1896
- Hedschasbahn Damaskus–Medina, 1901–1908,
- Haifa–Dar'a, 1903–05
- Bagdad-Bahn, 1910–1914
- Osmanische Militärbahn in Palästina, 1915/16

## Ehrungen (Auswahl)
- Verleihung des Titels Pascha (1904)
- Ehrendoktorwürde der Technischen Hochschule Dresden (1924)
- Mecidiye-Orden